# Naraingarh
Naraingarh (o Narayangarh) è una città dell'India di 18.209 abitanti, situata nel distretto di Ambala, nello stato federato dell'Haryana. In base al numero di abitanti la città rientra nella classe IV (da 10.000 a 19.999 persone).

## Geografia fisica
La città è situata a 30° 28' 60 N e 77° 7' 60 E e ha un'altitudine di 294 m s.l.m..

## Società

### Evoluzione demografica
Al censimento del 2001 la popolazione di Naraingarh assommava a 18.209 persone, delle quali 9.571 maschi e 8.638 femmine. I bambini di età inferiore o uguale ai sei anni assommavano a 2.207, dei quali 1.176 maschi e 1.031 femmine. Infine, coloro che erano in grado di saper almeno leggere e scrivere erano 13.361, dei quali 7.525 maschi e 5.836 femmine.